# (27184) Ciabattari
(27184) Ciabattari  es un asteroide perteneciente al cinturón de asteroides, descubierto el 14 de marzo de 1999 por Sauro Donati desde el Observatorio de Monte Agliale, en Italia.

## Designación y nombre
(27184) Ciabattari se designó al principio como 1999 CX4.
Más adelante fue nombrado en honor a Fabrizio Ciabattari (n. 1970) un astrónomo aficionado italiano, que ha sido Director del Observatorio Astronómico de Monte Agliale durante más de 10 años. Es profesor de matemáticas y brillante divulgador de la ciencia. Ha creado un programa para automatizar el telescopio del observatorio, permitiendo el descubrimiento de muchas supernovas.

## Características orbitales
(27184) Ciabattari  orbita a una distancia media del Sol de 2,900 ua, pudiendo acercarse hasta 2,664 ua y alejarse hasta 3,136 ua. Tiene una excentricidad de 0,081 y una inclinación orbital de 2,057 grados. Emplea en completar una órbita alrededor del Sol 1803,87 días.
Pertenece a la familia de asteroides de (158) Koronis.

## Características físicas
Su magnitud absoluta es 14,33. Tiene 3,800 km de diámetro. Su albedo se estima en 0,204.